# Heinrich II. (Namur)
Heinrich II. von Courtenay (* ~1212/16; † 1229) war von 1226 bis 1229 ein Markgraf von Namur aus dem Haus Courtenay. Er war der dritte von vier Söhnen Peters von Courtenay († 1217/19) und der Jolante von Flandern († 1219).
Heinrich war zeit seines Lebens im unmündigen Alter und stand unter der Vormundschaft des Enguerrand III. von Coucy. Er hat 1226 die Nachfolge seines kinderlos gestorbenen ältesten Bruders Philipp II. antreten können, weil der zweitälteste Robert als Kaiser im fernen Konstantinopel amtierte. Ob Heinrich bei dessen Tod 1228 als dessen möglicher Nachfolger betrachtet worden ist, bleibt unklar.
Im Besitz von Namur ist er durch Graf Ferdinand von Flandern bedroht worden, der selbst einen Anspruch darauf erhob. Auf dem Reichstag von Aachen im März 1227 ist allerdings Heinrich im Besitz des Namurois bestätigt wurden. Gestorben ist er im Frühjahr 1229, worauf seine ältere Schwester Margarete die Herrschaft in Namur übernahm.